# Субась (приток Ёртома)
Субась — река в России, протекает по Республике Коми. Устье реки находится в 42 км от устья реки Ёртом по левому берегу. Длина реки составляет 32 км.

## Притоки
От устья к истоку:
- Коздинсовож (лв)[3]
- Кыдзъёль (лв)[3]
- Вадьювож (пр)[3]

## Данные водного реестра
По данным государственного водного реестра России, относится к Двинско-Печорскому бассейновому округу, водохозяйственный участок реки — Мезень от истока до водомерного поста у деревни Малонисогорская, речной подбассейн отсутствует. Речной бассейн реки — Мезень.
Код объекта в государственном водном реестре — 03030000112103000047054.